# Ryszard Piekart
Ryszard Piekart (ur. 27 lipca 1937) – działacz opozycyjny i niepodległościowy w PRL.

## Życiorys
Od połowy lat 70. do 1989 r. drukował i kolportował wydawnictwa niezależne. Należał do Siedlecko-Podlaskiej Grupy Ludowo-Narodowej, która w 1979 r. weszła w skład Konfederacji Polski Niepodległej. Był jednym z członków założycieli KPN (podpisanym pod aktem założycielskim KPN jako Roman Kossowski). Uczestniczył w organizowaniu rocznicowych manifestacji patriotycznych i w budowie pomnika Ofiar Katynia na cmentarzu Powązkowskim w Warszawie w 1981 (wraz z m.in. Stefanem Melakiem i Zygmuntem Goławskim). Był jednym ze współzałożycieli KZ NSZZ „Solidarność” w ZPD "Karo". Po ogłoszeniu stanu wojennego próbował zorganizować strajk w ZPD „Karo”. Został internowany, a następnie aresztowany za organizację strajku i zredagowanie odezwy do załogi ZPD "Karo" w czasie internowania. Skazano go na dwa lata więzienia i ponownie internowano. W ośrodku internowania w Kwidzynie został ciężko pobity przez zomowców i służbę więzienną. Przebywał wiele miesięcy w szpitalu. Nigdy nie powrócił do zdrowia. W 1983 został inwalidą II grupy.
W 2011 prezydent Bronisław Komorowski odznaczył Ryszarda Piekarta Krzyżem Oficerskim Orderu Odrodzenia Polski.